# 브라질 우주국
브라질 우주국(Agência Espacial Brasileira; AEB)은 브라질의 우주 개발을 주관하는 브라질 정부 부서이다. 브라질판 NASA라고 할 수 있다.

## 같이 보기
- VLM (로켓) 브라질이 개발중인 우주발사체